# GMA Dove Award
O GMA Dove Awards, também conhecido como Gospel Music Association Dove Awards, ou simplesmente, Dove Awards, é um prêmio oferecido pela Gospel Music Association desde 1969, contemplando os artistas, produtores e compositores que se destacam no mercado de música cristã norte-americano, o mais importante do mundo para o setor.

## História

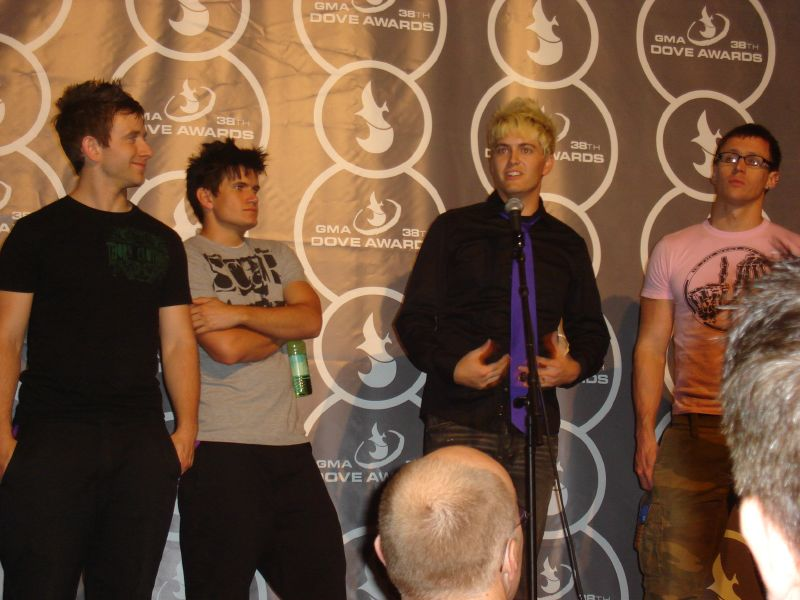
O grupo Stellar Kart, em coletiva de imprensa, após o GMA Dove Award em Nashville (Tennessee), Estados Unidos, em 2007

Originalmente, a ideia para o Dove Awards era a do cantor e compositor Bill Gaither, que o propôs à Gospel Music Association durante uma reunião em 1968. Foi Bill Gaither quem propôs que o preço fosse representado por uma pomba; quanto ao design do próprio preço, isso se deve ao cantor Les Beasley. Os primeiros GMA Dove Awards foram realizados em Memphis, Tennessee em outubro 1969. No entanto, desde 1971, a cerimônia foi realizada em Nashville, Tennessee (exceto em 2012, onde foram realizadas em Atlanta, Geórgia).
A cerimônia é geralmente transmitida ao vivo pela Trinity Broadcasting Network.

## Categorias de recompensa
Havia 42 categorias em 2020.